# Matrices anticirculantes
En mathématiques, les matrices anticirculantes sont un cas particulier de matrices de Hankel ou de Toeplitz.
Le mot peut désigner plusieurs types de matrices.

## Anticirculantes standard
Une matrice anticirculante standard de taille n à coefficients complexes est de la forme générale :
où les coefficients ci sont des complexes.
La valeur des coefficients demeure constante sur les diagonales secondaires de la matrice et leur somme en ligne, comme celle en colonne demeure constante.

## Anticirculantes de Hankel
Une autre définition donne les matrices anticirculantes de Hankel (g-circulant ou H-skew-circulant) en opposition aux matrices circulantes de Hankel (ou f-circulant), comme les matrices de Hankel « antisymétriques » par rapport à la seconde diagonale de la matrice.
Elles sont de la forme :
On montre que toute matrice de Hankel est somme d'une matrice circulante et d'une matrice anticirculante.

## Anticirculante de Toeplitz
On appelle parfois matrices anticirculantes de Toeplitz, les matrices de la forme :
Elles sont également appelées matrices circulantes gauche (skew en anglais) et entrent dans la décomposition des matrices de Toeplitz.

## Quelques propriétés des anticirculantes de type standard
Elles forment un sous-espace vectoriel de l'espace des carrés magiques.
Elles ne forment pas une sous-algèbre de l'algèbre des matrices carrées de taille n.
Elles sont diagonalisables dans ℂ (voir matrice de Hankel).
Cas particulier de la dimension 3
On montre que tout carré magique s'écrit comme somme d'une matrice circulante et d'une matrice anticirculante.
Cette décomposition n'est pas unique et n'a plus lieu dans les dimensions supérieures.